# Barbara Eibinger-Miedl

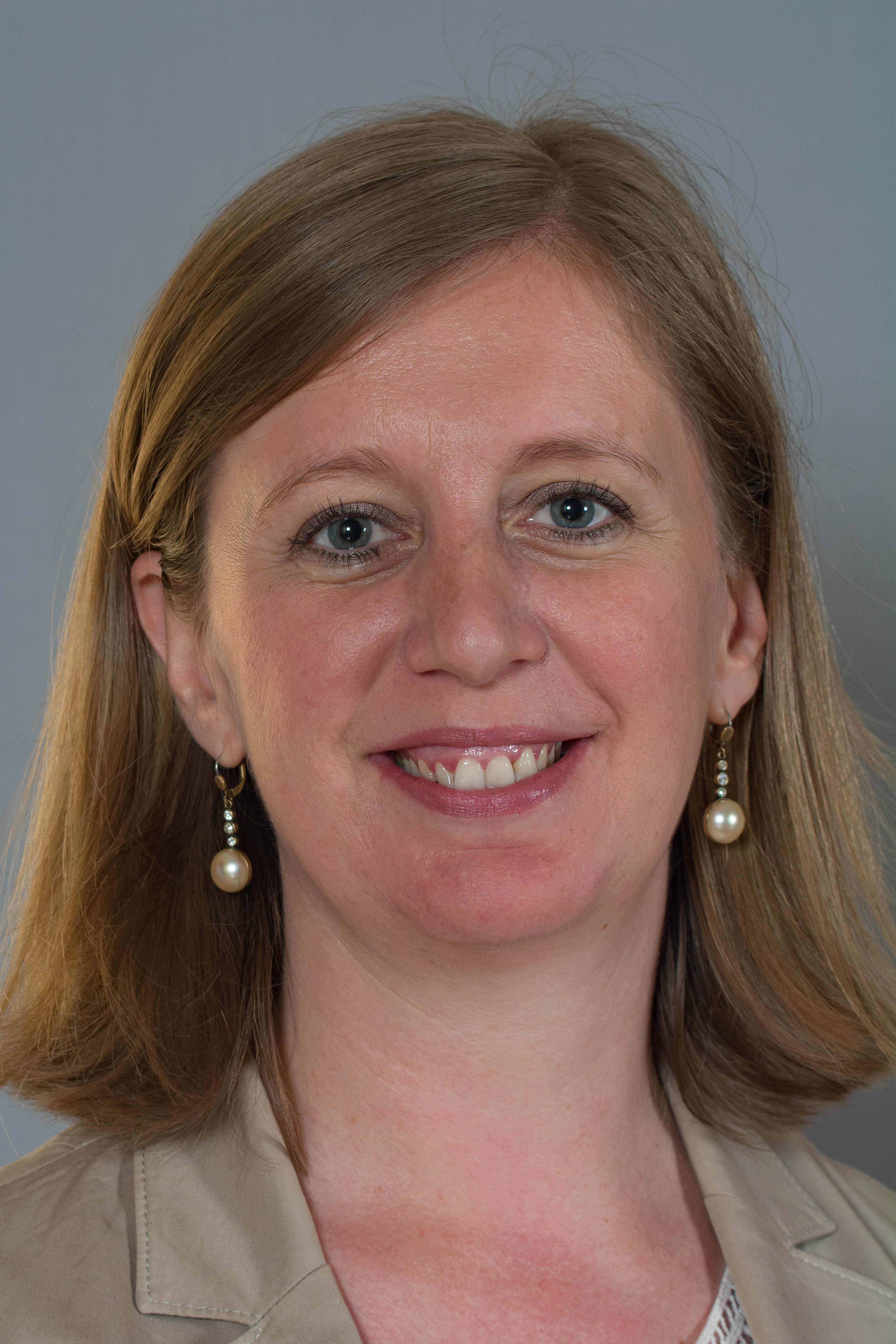
Barbara Eibinger-Miedl

Barbara Eibinger-Miedl (* 30. Jänner 1980 in Graz) ist eine österreichische Politikerin (ÖVP) und seit dem 3. März 2025 Staatssekretärin im Bundesministerium für Finanzen unter der Leitung von Markus Marterbauer (parteilos).

## Ausbildung und Beruf
Nach dem Besuch der Volksschule in ihrem Heimatort Seiersberg wechselte Barbara Eibinger-Miedl auf das Grazer Gymnasium BG/BRG Oeverseegasse. 1994 setzte sie ihre Ausbildung an der Handelsakademie Grazbachgasse fort, die sie im Jahr 1999 mit der Matura abschloss. Von 1999 bis 2005 studierte Eibinger-Miedl an der Universität Graz sowohl Rechtswissenschaften als auch Betriebswirtschaftslehre. Beide Studiengänge schloss sie mit dem Magister ab.
Nach dem Gerichtspraktikum am Oberlandesgericht Graz war Eibinger-Miedl zunächst als Management-Assistentin beim Gründerinnenzentrum Steiermark tätig. Ab 2006 arbeitete sie als Projektmanagerin beim Studien- und Technologie-Transfer Zentrum in Weiz, bis sie 2011 in die elterliche Unternehmensgruppe Eibinger wechselte.

## Politische Ämter
Ihre politische Karriere begann im Jahr 2004, als sie Ortsleiterin der Österreichischen Frauenbewegung, einer Teilorganisation der ÖVP, in ihrem Heimatort Seiersberg wurde. Im gleichen Jahr wurde sie zur stellvertretenden Obfrau des Österreichischen Wirtschaftsbundes im Bezirk Graz-Umgebung gewählt. In den Jahren 2004 bis 2010 war sie als Vorsitzende der Jungen Wirtschaft Graz-Umgebung tätig. Zwischen 2006 und 2011 war sie darüber hinaus stellvertretende Landesvorsitzende der Jungen Wirtschaft Steiermark.
Von 2006 bis 2010 gehörte Eibinger-Miedl dem Gemeinderat von Seiersberg an. Im gleichen Jahr wurde sie zur stellvertretenden Bezirksleiterin der Frauenbewegung gewählt. Im Oktober 2006 zog sie für die ÖVP in den Bundesrat ein. Ab April 2008 war sie dessen Schriftführerin, ab 2010 Vorsitzende des Ausschusses für europäische und auswärtige Angelegenheiten, bis sie Ende des Jahres in den Landtag Steiermark wechselte und ab 11. März 2014 zur Klubobfrau der Steirischen Volkspartei im Landtag ernannt wurde.
Ab 2011 engagierte sich Eibinger-Miedl ehrenamtlich für das Europazentrum Europahaus Graz, dessen Vorsitzende sie bis März 2016 war. Im Rahmen von Projekten und Veranstaltungen wird dort Jugendlichen wie auch Erwachsenen europapolitische Bildung vermittelt. Darüber hinaus arbeitete sie bei Frau in der Wirtschaft mit.
Die Schwerpunkte von Eibinger-Miedls Arbeit liegen in den Bereichen Wirtschaft, Tourismus, Europa und Außenbeziehungen.
Am 25. April 2017 wurde sie in Nachfolge von Christian Buchmann als Landesrätin angelobt, in der Landesregierung Schützenhöfer I war sie für die Ressorts Wirtschaft, Tourismus, Europa, Wissenschaft und Forschung verantwortlich. Als ÖVP-Klubchef folgte ihr Karl Lackner nach.
In der Landesregierung Schützenhöfer II zum Übergang Landesregierung Drexler war sie für die Ressorts Wirtschaft, Tourismus, Regionen, Wissenschaft und Forschung verantwortlich. Vom Dezember 2024 bis zu ihrer Angelobung als Staatssekretärin war sie in der Landesregierung Kunasek als Landesrätin für Wirtschaft, Wissenschaft, Arbeit und Finanzen zuständig. Nach dem Wechsel als Staatssekretärin ins Finanzministerium (Bundesregierung Stocker) am 3. März 2025 übernahm Manuela Khom vorübergehend ihre Agenden als Landesrätin. Am 5. März 2025 wurde Willibald Ehrenhöfer als ihr Nachfolger als Landesrat präsentiert.
Am 1. Juli 2017 wurde sie zur Bundesparteiobmann-Stellvertreterin der ÖVP gewählt. Im März 2025 folgte ihr Karoline Edtstadler in dieser Funktion nach.

## Sonstiges
Barbara Eibinger-Miedl ist seit Mai 2015 verheiratet und seit November 2016 Mutter einer Tochter.